# E᷆
Cette page contient des caractères spéciaux ou non latins. S’ils s’affichent mal (▯, ?, etc.), consultez la page d’aide Unicode.
E᷆, appelé E macron-grave, est un graphème utilisé dans les écritures du bassa et bete-bendi.
Il s'agit de la lettre E diacritée d'un macron-grave.

## Représentations informatiques
Le E macron-grave peut être représenté avec les caractères Unicode suivants :
- décomposé (latin de base, diacritiques)[1],[2] :

| formes    | représentations | chaînes de caractères | points de code | descriptions                                       |
| --------- | --------------- | --------------------- | -------------- | -------------------------------------------------- |
| capitale  | E᷆               | E◌᷆                    | U+0045 U+1DC6  | lettre majuscule latine e diacritique macron-grave |
| minuscule | e᷆               | e◌᷆                    | U+0065 U+1DC6  | lettre minuscule latine e diacritique macron-grave |